# Lufrei
Lufrei es una freguesia portuguesa del municipio de Amarante, con 6,29 km² de extensión y 1799 habitantes (2001). Densidad: 286,0 hab/km².
La agricultura es su actividad principal, aunque en los últimos años han surgido algunos negocios relacionados con la construcción civil y la transformación maderera.
La freguesia también es conocida, en términos de actividad económica con tradición, por la existencia de gran número de industrias de panificación. Uno de los productos más conocidos es la “sêmea de Moure”, pan a base de una mezcla de harinas de trigo y centeno.
La freguesia está situada a 3 km de la sede municipal de Amarante, en la ribera izquierda del río Támega.
La freguesia está constituida por los siguientes lugares: Assento, Cimo do Lugar, Cimo de Vila, Ferro, Frariz, Gatiães, Moure, Santiago y Venda Nova.
El patrón de la freguesia de Lufrei es São Salvador do Mundo, cuya representación escultórica, muy antigua, ocupa un lugar destacado en la Iglesia Vieja, sosteniendo en su mano izquierda el globo terrestre y bendiciendo con la mano derecha.

## Topónimo
En las fuentes escritas Lufrei aparece como "Logefrey", "Loifrei" y "Luifrei". El nombre original es "Leodefrei", genitivo de Leodefredu, que indicaría que el lugar es "posesión de Leodefredu". Leodefrei también dio lugar al topónimo "Lufreu" (Penacova).

## Historia
Las referencias escritas sobre la freguesia son escasas, pero parecen indicar que la freguesia surgió de un asentamiento cercano al Monasterio de Lufrei, que habría sido fundado por Mendo de Gundar, que también fue fundador del Monasterio de Gondar y del Monasterio de Maria Madalena de Gestaçô, todos pertenecientes a religiosas benedictinas.
En esta freguesia, según diversos autores, existió un convento de monjas benedictinas, que desapareció en el siglo XVI, pasando las religiosas al Convento de San Benito de Ave María, en Oporto (actualmente convertido en la estación de San Benito). La iglesia del convento fue convertida en iglesia parroquial por Fernando de Guerra, Arzobispo de Braga.

## Patrimonio histórico
- Iglesia de San Salvador de Lufrei, posiblemente construida a finales del siglo XIII.